# Yo, el vampiro
Yo, el vampiro (I, The Vampire), es un relato corto de vampiros publicado en febrero de 1937 en la revista Weird Tales por el autor Henry Kuttner.
En este relato la figura del vampiro es despojada de gran parte de su aspecto gótico-romántico, convirtiéndolo en un ser que despierta ciertas simpatías, víctima de su existencia torturada. Por otra parte, también introduce como escenario el mundo del cine, en una época en la que el vampirismo gozaba de gran popularidad en la pantalla.

## Sinopsis
El protagonista, Mart Prescott, asiste a una fiesta privada con un director de cine y varias figuras del mundo cinematográfico. Allí conoce al Caballero Pierre Foutaine, un actor misterioso, al que han contratado para interpretar una película de vampiros y convertirlo en una nueva estrella a la altura de Boris Karloff.
Sin embargo, el rodaje de la película Sed Roja se ve ensombrecido por la muerte de la actriz Sandra Colter, y Mart Prescott es nombrado nuevo ayudante de dirección.
Mart se muestra preocupado en su nuevo trabajo. El director Jack Hardy tiene un aspecto apático y preocupante. Forrest, uno de los cámaras, le advierte que el Caballero Foutaine no puede ser captado en la película, pero muere poco después de hacer esta revelación y la película desaparece. En un encuentro privado con Jack Hardy el director le confiesa a Mart que Foutaine le tiene dominado.
Finalmente Mart acude a casa del Caballero Foutaine para enfrentarse a él, encontrándole con Jean Hubbard, que también trabaja en la película. Tras una confrontación Foutaine derrota fácilmente a Prescott y le obliga a seguirle. Es entonces cuando Pierre Foutaine se confiesa y le revela que es un verdadero vampiro y que se ha enamorado de Jean porque le recuerda a su amada Sonya, que fue destruida tiempo atrás. Le cuenta que fue convertido en vampiro en Turena hace mucho tiempo y que compartió la noche con su amada hasta que un sacerdote le clavó a Sonya una estaca en el corazón. Sin embargo, ahora es incapaz de convertir a Jean Hubbard en una vampira porque no quiere arruinar su alma.
Foutaine entra en su cripta y libera a Mart Prescott de su control hipnótico tras despedirse. Sin embargo, antes de marcharse deja encima de una mesa un cuchillo y la llave de plata de su cripta, para que Prescott pueda destruirle.